# Rob Peetoom
Rob Peetoom (Haarlem, 1945) is een Nederlands ondernemer en haarstylist. 

## Biografie
Rob Peetoom werkte als 16-jarige bij een kapperszaak in Haarlem. In 1968 opende hij zijn eigen zaak als kapper in het Noord-Hollandse dorp Santpoort. Dit deed hij onder de naam Robèrt Coiffures. In de jaren 1980 had Peetoom een mislukt avontuur als importeur van een haarkleuringsproduct. 
Hij veranderde zijn bedrijfsstrategie en besloot om van zijn beste stylisten zijn bedrijfspartners te maken, die vervolgens hun eigen salons startten onder de bedrijfsnaam Rob Peetoom. Zo breidde zijn bedrijf langzamerhand uit tot dertien vestigingen in Nederland, drie op Bali en een zaak in New York.
Naast het kappersvak was Peetoom ook actief met modeproducties voor o.a. de weekbladen Libelle en Margriet.
In de jaren 90 verscheen Peetoom als vaste gast bij de RTL tv-programma's Koffietijd en Service Salon en had de rol van metamorfose-kapper. In 2010 werd Peetoom benoemd tot ridder in de Orde van Oranje-Nassau.
Peetoom leidde tot in 2019 zijn gelijknamige familiebedrijf. Zijn opvolger is zijn jongste dochter.